# Исхрана бременитих коза
Исхрана бременитих коза односи се на исхрану женских грла ове врсте домаћих животиња, у периоду од 149 дана, тачније од момента припуштања под мужјака (парења) па све до партуса (порођаја).
На почетку бременитости (гравидитета) потребе фетуса у хранљивим материјама су мале, због чега нису потребне додатне количине хранљивих материја до два месеца пред јарење, када се козе засушују. Међутим, исхрану коза при крају гравидитета треба пажљиво контролисати, како би се избегли проблеми при јарењу и остварио максималан принос млека високог квалитета у наредној лактацији. У овој фази гравидитета није пожељна прекомерна нити недовољна исхрана, пошто може доћи до метаболичких поремећаја у току ране лактације (кетозе) и смањења млечности. У дебелих коза опада апетит, док су телесне резерве за синтезу млека веома мале у мршавих коза. У дебелих коза отежано је јарење, док мршаве козе дају јарад слабе животне способности.
Ако се козе при крају гравидитета хране великим количинама кабасте хране, у том случају ће конзумирати релативно велике количине суве материје у раној фази лактације и производиће више млека од коза које су храњене са малим количинама кабасте хране. Ако је то могуће, конзумирање суве материје из кабасте хране треба да износи најмање 17 g/kg телесне масе. 
При крају гравидитета у оброк засушених коза треба увести и одређене количине допунских минерала. Међутим, треба имати у виду да сувишно конзумирање калцијума доводи до појаве млечне грознице. Кози тешкој 70 kg треба дати око 6 g калцијума и 4,2 g фосфора на дан при крају бременитости. Хранива богата у калцијуму и сиромашна у фосфору (кељ и резанци шећерне репе) не треба користити у овом периоду.